# Fischeln

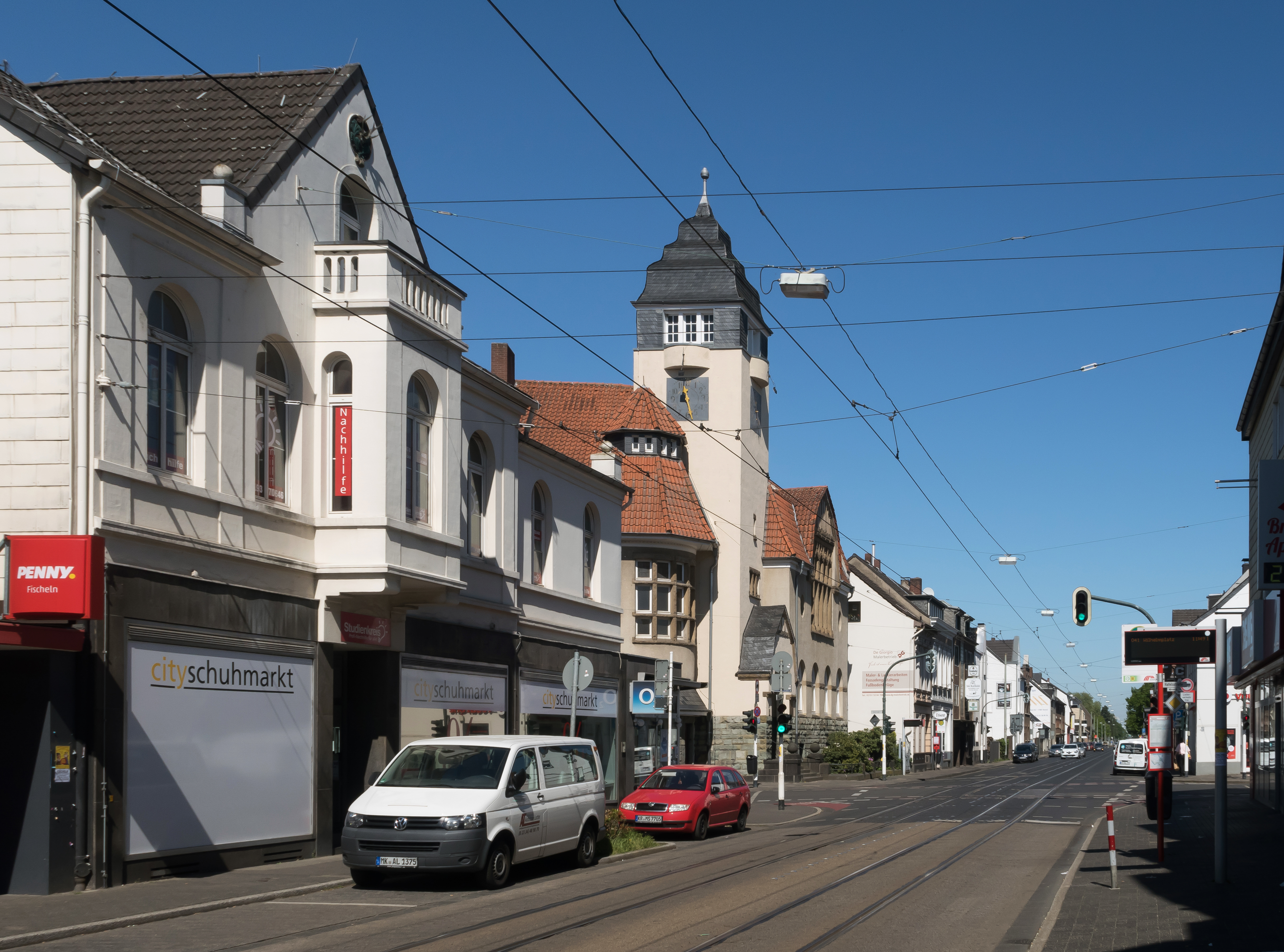
Straßenbild: die Kölner Straße

Fischeln ist der südlichste Stadtbezirk Krefelds.
Es erstreckt sich auf knapp 19 km² und ist mit 26.030 Einwohnern (Stand: 31. Dezember 2019) hinter der Stadtmitte der einwohnerstärkste Stadtbezirk. Fischeln gliedert sich in die Bereiche Fischeln, Stahldorf und Königshof und in die statistischen Bezirke Stahldorf, Königshof-West, Königshof, Niederbruch, Fischeln-Ost und Fischeln-West.

## Geschichte
Auf Fischelner Gebiet wurden Spuren aus der Steinzeit gefunden. Ein Ton- und ein Glasgefäß zeugen von einem frühmittelalterlichen Gräberfeld des 7. Jahrhunderts n. Chr.
Eine Pfarrkirche wurde  943 zum ersten Mal erwähnt. Von 1392 bis 1794 gehörte Fischeln zum kurkölnischen Amte Linn. Fischeln stand von 1798 bis 1814 unter französischer Herrschaft. Während dieser Zeit bildete Fischeln eine Mairie nach französischem Vorbild und gehörte zum Kanton Uerdingen im Arrondissement Krefeld des Rur-Departements. Nachdem 1814 der gesamte Niederrhein auf dem Wiener Kongress dem Königreich Preußen zugeschlagen wurde, kam Fischeln 1816 zum neuen Kreis Krefeld. Aus der Mairie Fischeln der Franzosenzeit wurde die preußische Bürgermeisterei Fischeln.
Durch die sich von Krefeld ausbreitende Textilindustrie, insbesondere die Seidenweberei, ergaben sich im Laufe des 19. Jahrhunderts immer stärkere Verflechtungen mit der benachbarten Stadt, die sich durch den Bau einer Dampfstraßenbahn 1883 noch verstärkten. Während des 19. Jahrhunderts verzehnfachte sich die Bevölkerungszahl.
Obwohl es neben den Seidenwebereien auch andere wichtige Industriebetriebe gab, insbesondere das „Krefelder“ Stahlwerk (ThyssenKrupp AG), das auf Fischelner Gebiet liegt, gab es schon am Beginn des 20. Jahrhunderts von Seiten der zu der Zeit selbständigen Bürgermeisterei Fischeln den Wunsch, in die Großstadt Krefeld eingemeindet zu werden. Ein ungelöstes Problem waren die fehlende Kanalisation und Trinkwasserversorgung.
1929 wurde Fischeln durch den Einsatz des damaligen Bürgermeisters Wilhelm Stefen dann zusammen mit Gellep-Stratum, Traar und Teilen weiterer Landgemeinden Teil der Stadtgemeinde Krefeld, die allerdings aufgrund desselben Gesetzes gleichzeitig mit Uerdingen „zu einer Stadtgemeinde und einem Stadtkreis „Krefeld-Uerdingen a. Rh.“ vereinigt“  wurde. Fischeln erhielt dafür 350.000 Mark.
In den 1960er und 1970er Jahren wuchs die Einwohnerzahl des Stadtbezirks Fischeln durch die Erschließung neuer Wohngebiete weiter stark an. Noch heute entstehen Neubaugebiete, wie „Am Wetscheshof“ südlich des Kütterwegs Richtung Osterath. Fischeln hat seine Bebauungsgrenze schon bis zur Autobahn A 44 erweitert, unter anderem mit dem Campus Fichtenhain. Weitere Neubaugebiete (Hanninxweg) sind geplant.

## Religion

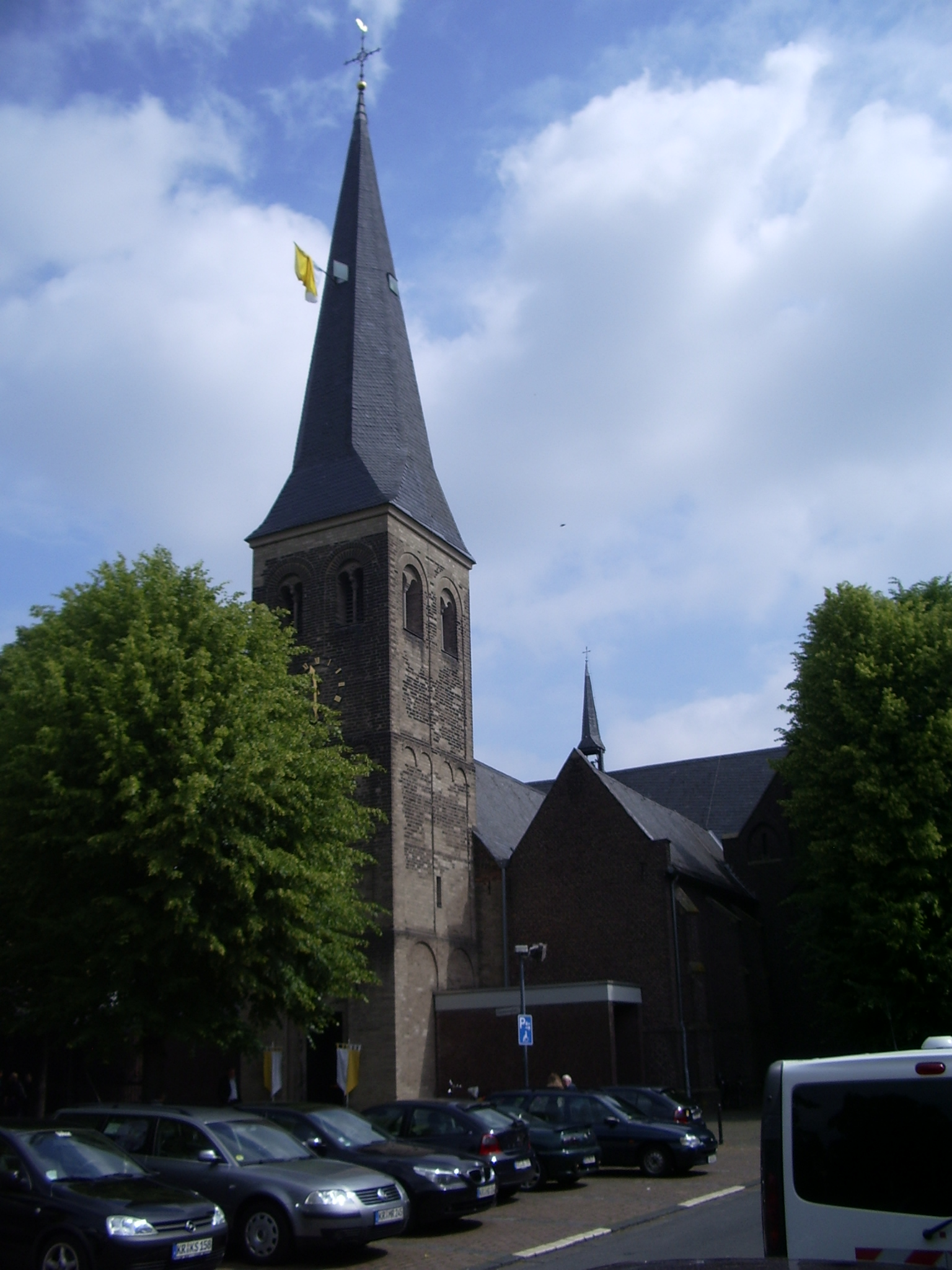
Die Katholische Pfarrkirche Sankt Clemens in der Dorfmitte

Da das gesamte Gebiet des heutigen Stadtbezirks Fischeln kurkölnisch war, ist heute noch die Mehrheit der Bevölkerung römisch-katholisch. Seit der Wiedererrichtung des Bistums Aachen 1930 durch das 1929 zwischen dem Heiligen Stuhl und dem Freistaat Preußen geschlossene Preußenkonkordat gehört Fischeln zu dieser Diözese. Die katholische Pfarrkirche Sankt Clemens ist geistliches Zentrum der Pfarrei Maria Frieden (mit den Gemeinden Sankt Clemens im Zentrum Fischelns, Herz Jesu in Königshof, Sankt Bonifatius in Stahldorf sowie Sankt Johann Baptist und Sankt Martin im nördlich angrenzenden Stadtbezirk Krefeld-Süd) und auch der seit Anfang 2007 bestehenden Gemeinschaft der Gemeinden Krefeld-Süd. Diese umfasst die vier weiteren Pfarreien Heilige Schutzengel und Sankt Karl Borromäus in Oppum, Heimsuchung Mariens (Maria Waldrast) in Forstwald und Sankt Michael in Lindental.
Die evangelischen Christen in Fischeln gehören der Evangelischen Kirche im Rheinland an (Kirchenkreis Krefeld-Viersen). Der Fischeln umfassende Markusbezirk (mit der Markuskirche an der Kölner Straße als geistlichem Zentrum) ist der südliche Teil der Evangelischen Kirchengemeinde Krefeld-Süd. Nördlicher Teil dieser Kirchengemeinde ist der Lutherbezirk mit der im Stadtbezirk Krefeld-Süd gelegenen Lutherkirche als Mittelpunkt.
An der Anrather Straße im Westen von Fischeln befindet sich eine Neuapostolische Kirche. Diese ist Sitz einer von zwölf Gemeinden im Kirchenbezirk Krefeld der Neuapostolischen Kirche Nordrhein-Westfalens, einer Körperschaft des öffentlichen Rechts.
Die wenigen Juden, die im 19. Jahrhundert in Fischeln lebten, hatten kein eigenes Bethaus und besuchten die Synagoge in Linn. Vereinzelt fanden Gottesdienste in privat eingerichteten Betstuben in Fischeln statt.
Im Stadtteil Stahldorf an der Obergath ist die Yunus Emre Moschee. Sie ist die einzige Moschee in Fischeln und fällt durch ihre einzigartige Optik aus Glas- und Stahlelementen auf.
Im Stadtteil Königshof an der Untergath haben die Kirche Jesu Christi der Heiligen der Letzten Tage sowie die Freie Volksmission Krefeld ein Gemeindehaus.

## Kultur und Sehenswürdigkeiten

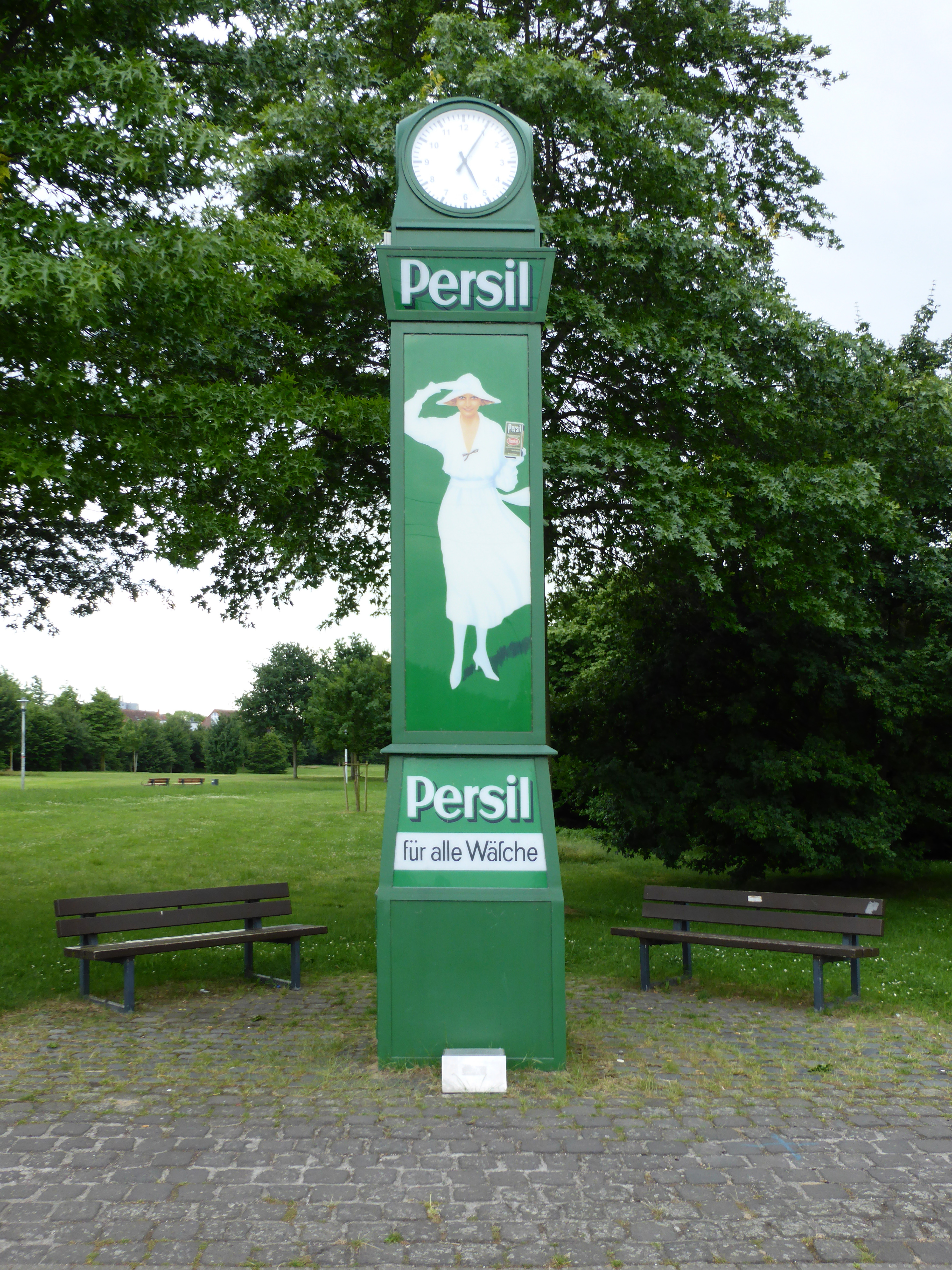
Persiluhr Kölner Straße am Stadtpark Fischeln

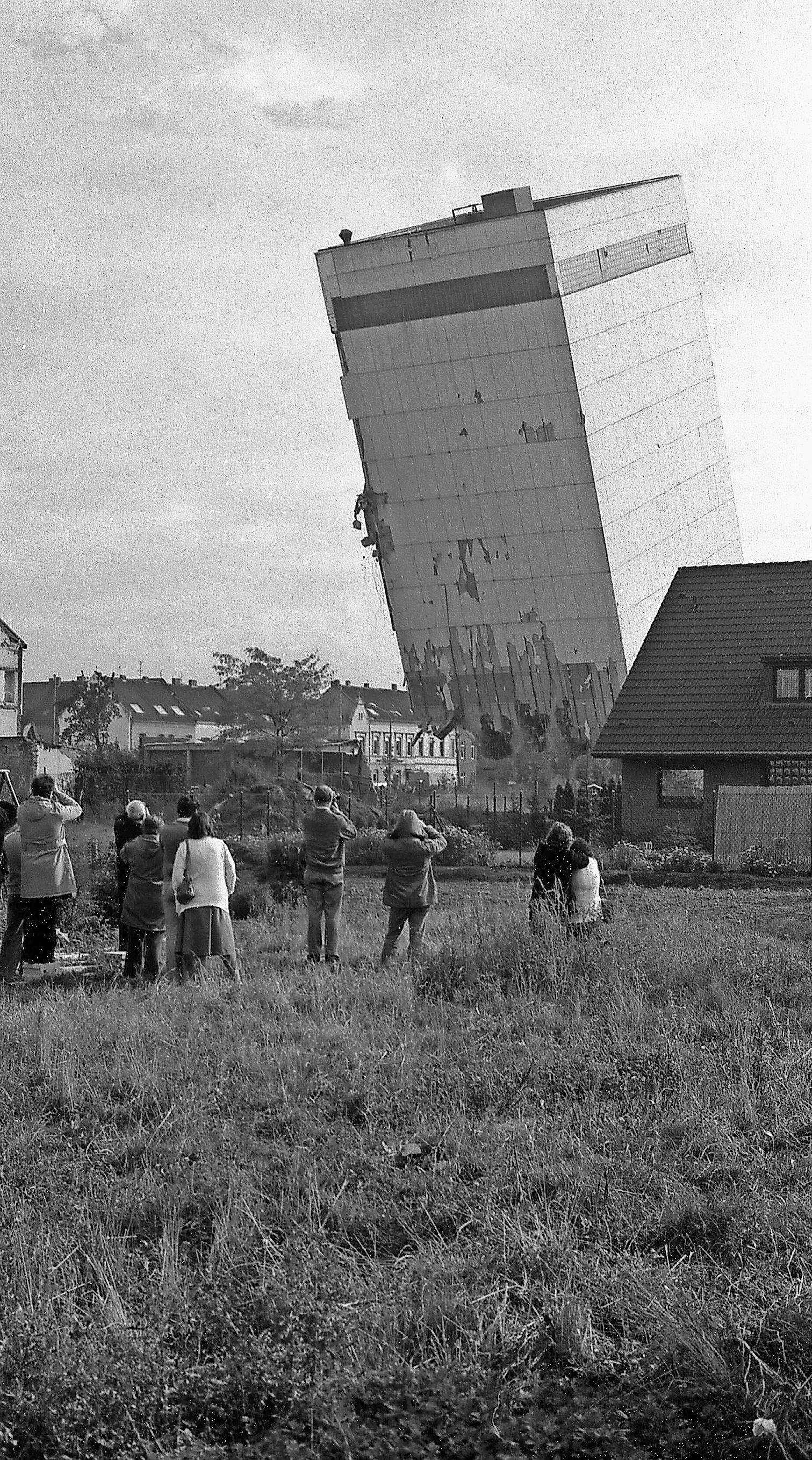
Der „Schiefe Turm von Krefeld“ im Oktober 1980

Ein gesellschaftlicher Höhepunkt ist das in jedem ungeraden Jahr stattfindende Schützenfest der 1451 gegründeten Fischelner Bürger-Schützen-Gesellschaft. Auf dem Marienplatz im Zentrum Fischelns findet jeden Donnerstag ein Wochenmarkt statt.
Eine kulturelle Einrichtung ist das Theater am Marienplatz (TAM), ein kleines aber über die Grenzen Krefelds hinaus bekanntes Theater.
Ein weiterer Höhepunkt, das sogenannte Fischeln Open, ist ein jedes Jahr stattfindender, verkaufsoffener Sonntag auf der Kölner Straße.
Der Glockenturm der Pfarrkirche St. Clemens stammt von 1170. An der Kölner Straße Ecke Hafelsstraße steht das Fischelner Rathaus. Auch der Diebershof und der alte Bahnhof der K-Bahn am Hees sind sehenswert. Das Fischelner Bruch bietet Naherholungsmöglichkeiten und weite Blicke in Richtung der früheren Altrheinarme. Der Stadtpark Fischeln zwischen Oberschlesien-, Anrather und Kölner Straße erstreckt sich über 100 Hektar. Dort liegt auch das Stadtbad Fischeln, ein Hallenbad mit zwei Schwimmbecken, einem Nichtschwimmerbecken und 200 Quadratmeter außenliegender Liegefläche.
Außergewöhnlich war es im Oktober 1980, als das Silo der ehemaligen Krefelder Malzfabrik Hoesch-Vial GmbH an der Kölner Straße/Vulkanstraße gesprengt wurde. Das 25-Meter hohe Gebäude blieb beim ersten Sprengversuch in einer Schräglage stehen und überstand drei weitere Sprengversuche. Erst beim fünften Versuch zwei Wochen später gab das Bauwerk nach und stürzte ein. Der Firmenkomplex wurde überregional als Schiefer Turm von Fischeln bekannt.

## Wirtschaft und Infrastruktur

### Medien
Wie im gesamten Krefelder Stadtgebiet gibt es in Fischeln zwei örtliche Tageszeitungen, die Westdeutsche Zeitung und die Rheinische Post; einmal wöchentlich erscheint die Fischelner Woche, ein kostenloses Anzeigenblatt mit Informationen aus dem Stadtbezirk. Zudem sendet das Lokalradio Welle Niederrhein in Fischeln und berichtet über aktuelle Themen aus der Region. 

### Öffentliche Einrichtungen

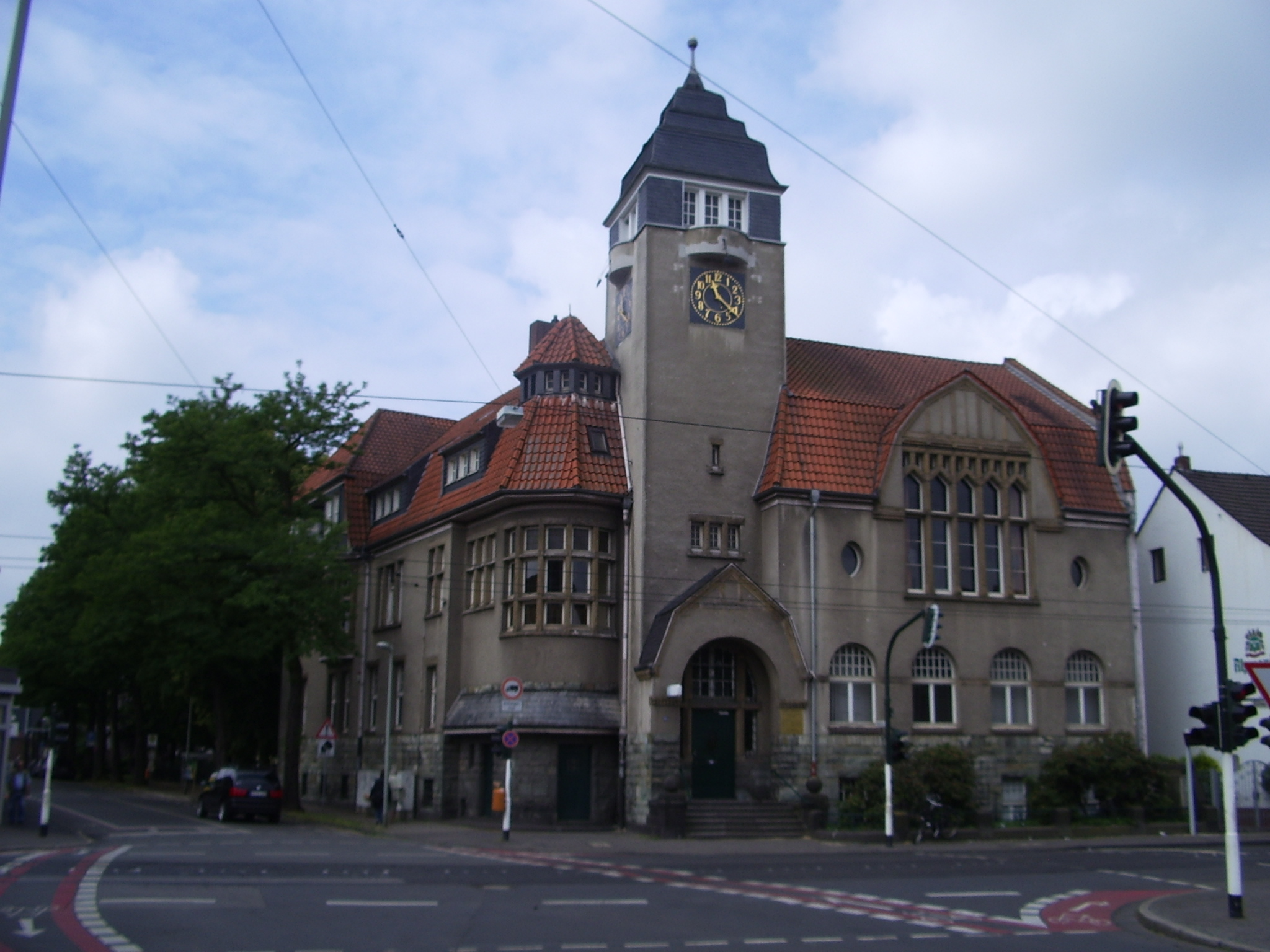
Das Fischelner Rathaus im Juni 2009 (vor der Renovierung)

Das Rathaus der ehemaligen Gemeinde Fischeln dient heute als Sitz des heutigen Krefelder Stadtbezirks Fischeln und somit auch als Verwaltungsnebenstelle der Stadt Krefeld. Ebenfalls im ehemaligen Rathaus ist eine Polizeiwache untergebracht,  die nur tagsüber besetzt ist.
1877 bekam Fischeln eine Freiwillige Feuerwehr. 1946 wurden die zwei Standorte in Stahldorf und im Fischelner Zentrum am heutigen Marktplatz neben der Marienschule aufgelöst, aber 1984 durch eine Bürgerinitiative neu gegründet. Der jetzige Standort ist an der Kölner Straße.
Im Auftrag der Feuerwehr wird seit 2009 ein Rettungswagen vom Malteser Hilfsdienst betrieben. Das Fahrzeug war auf einer Rettungswache an der Kölner Straße stationiert. Nachdem diese Wache für die neuste Generation des Rettungswagens zu klein geworden ist, wurde er vorläufig auf dem Gelände des Malteser Hilfsdienstes auf der Obergath stationiert. Ein Neubau einer gemeinsamen Feuer- und Rettungswache ist auf der Erkelenzer Straße in der Nähe des Stadtparks vorgesehen. Die Fertigstellung ist nicht vor Sommer 2023 geplant.
Für die Jugendarbeit gibt es die beiden Jugendzentren Fischeln und Stahlnetz. Eine Einrichtung der Seniorenpflege ist das Altenheim Saassenhof.

### Bildung
Grundschulen
Fischeln verfügt über drei Gemeinschafts-Grundschulen: Kölner Straße (Südschule) mit einem Nebengebäude in der Hafelsstraße, Wimmersweg (Schule am Stadtpark Fischeln) mit einem Nebengebäude in der Marienstraße und Vulkanstraße (Stahldorfschule). Dazu kommt die Katholische Grundschule Oberbruchstraße (Grundschule Königshof).
Weiterführende und sonstige Schulen
In Fischeln gibt es eine Hauptschule, die Josef-Hafels-Schule (HSH – Hauptschule Hafelsstraße) in der Hafelsstraße, als Realschule die Freiherr-vom-Stein-Schule und in unmittelbarer Nähe das Maria-Sibylla-Merian Gymnasium (MSM).